# دانيال أليخاندرو فرانكو
دانيال أليخاندرو فرانكو (بالإسبانية: Daniel Franco)‏ هو لاعب كرة قدم أرجنتيني في مركز الدفاع، ولد في 15 يوليو 1991 في Granadero Baigorria ‏ في الأرجنتين. لعب مع أرجنتينوس جونيورز.

## وصلات خارجية
- دانيال أليخاندرو فرانكو على موقع قاعدة بيانات كرة القدم.إي يو (الإنجليزية)
- دانيال أليخاندرو فرانكو على موقع Soccerway.com (الإنجليزية)